# Hadjina mandarina
Hadjina mandarina är en fjärilsart som beskrevs av Otto Staudinger 1892. Hadjina mandarina ingår i släktet Hadjina och familjen nattflyn. Inga underarter finns listade i Catalogue of Life.